# Cristina Deutekom
Cristina Deutekom (nacida como Stientje Engel; Ámsterdam, 28 de agosto de 1931-ibídem, 7 de agosto de 2014) fue una cantante de ópera neerlandesa. Famosa por su técnica de coloratura, también fue conocida como Christine Deutekom y Christina Deutekom.

## Biografía
Después de interpretar algunos papeles menores, su gran éxito vino en 1963, cuando interpretó a la Reina de la Noche en La flauta mágica en De Nederlandse Opera (Ópera neerlandesa). Cantó el mismo papel en los principales teatros de ópera de Europa, así como en el Metropolitan Opera de Nueva York en 1968. En 1974 inauguró la temporada del MET junto a Plácido Domingo como Elena en I vespri siciliani.
Su repertorio abarca otros roles mozartianos como Donna Anna (Don Giovanni), Fiordiligi (Così fan tutte) y Vitellia (La clemenza di Tito). También logró grandes éxitos en Italia con los grandes roles belcantistas de Rossini (Armida), Bellini (Norma, I Puritani) y Donizetti (Lucia di Lammermoor).
También se extendió a papeles verdianos más dramáticos, como Abigail en Nabucco, Lady Macbeth, Leonora en Il Trovatore, Amelia en Un ballo in maschera, Elena en I vespri siciliani y otros que han sido grabados: Giselda en I Lombardi alla prima crociata y Odabella en Attila). Llegó a cantar el rol titular de la ópera de Puccini Turandot.
Su voz es la de una soprano dramática de coloratura, aunque probablemente sea más apropiado considerarla una lírico spinto con una increíble técnica de coloratura. 
Cantó con prácticamente todos los tenores destacados de su época: Franco Corelli, Luciano Pavarotti, Plácido Domingo, José Carreras, Alfredo Kraus, Carlo Bergonzi y Nicolai Gedda.
Su carrera sobre los escenarios acabó en 1987, cuando sufrió un ataque al corazón. Se dedicó a partir de entonces a impartir clases magistrales. En 2001, fue profesora invitada en el Real Conservatorio de La Haya. Después de sufrir otro ataque en 2004 se retiró de la vida pública.

## Repertorio(en ópera)
- Beethoven - Fidelio (Marzelline).
- Bellini - Bianca e Fernando (Bianca), Norma (Norma), I Puritani (Elvira).
- Cherubini - Medea (Medea).
- Donizetti - Lucia di Lammermoor (Lucia).
- Mozart - Cosi fan tutte (Fiordiligi), Don Giovanni (Donna Anna), Die Entführung aus dem Serail (Konstanze), La Clemenza di Tito (Vitellia), Die Zauberflöte (Königin der Nacht).
- Guridi - Amaya (Amaya).
- Händel - Alcina (Alcina).
- Puccini - Turandot (Turandot).
- Rossini - Armida (Armida), Mosè in Egitto (Sinaide).
- Saint-Saëns	 - Henry VIII (Catherine de Aragon).
- Strauss, R. - Der Rosenkavalier (Marianne Leitmetzerin), Elektra (5. Magd).
- Verdi - Alzira (Alzira), Attila (Odabella), Un Ballo in maschera (Amelia), Don Carlos (Voce dal cielo), I Lombardi (Giselda), Macbeth (Lady Macbeth), I Masnadieri (Amalia), Nabucco (Abigaille), Rigoletto (Gilda), Simone Boccanegra (Amelia/Maria), Il Trovatore (Leonora), I Vespri Siciliani (Elena).
- Wagner - Götterdämmerung (Woglinde), Das Rheingold (Woglinde), Die Walküre (Ortlinde)

## Distinciones
- Caballero de la orden de Orange-Nassau, 1974.
- Cantante del año, Milán, 1974.
- Cantante del año, Milán, 1973.
- Premio Romeo e Juliët, Verona, 1972.
- Rigoletto d'Oro, Mantua, 1973.
- Monteverdi d'Oro, Venecia, 1972.
- Palco Icenico d'Oro, Mantua, 1971.
- Grand Prix du Disque de la Academia Charles Cros, París, 1968.
- Arena d'Oro, Verona, 1976.